# Temporada 2013 del Campeonato Mexicano de Rally
El calendario de la temporada 2013 del Campeonato Mexicano de Rally contó con 7 pruebas. Inició el 5 de abril con el Rally Montañas, en la ciudad de Oaxaca, y concluyó el 30 de noviembre con el Rally Acapulco, en el puerto del mismo nombre. Los campeones de la temporada fueron el piloto Emilio Velázquez y su copiloto Javier Marín.

## Novedades
Además de algunos cambios en las especificaciones técnico-mecánicas para los automóviles de la competencia, destacaron los siguientes cambios introducidos al sistema de la carrera, su organización y puntuación:

- La puntuación será de acuerdo al sistema de la Federación Internacional: 25, 18, 15, 12, 10, 8, 6, 4, 2 y 1 punto para los primeros diez lugares, respectivamente.
- Se integrará un súper tramo (power stage) con su puntuación correspondiente en cada prueba del calendario.
- Se crearon nuevas categorías, en las que se integraron las ocupadas hasta la temporada anterior:

Grupo 1. Integra la categoría N4M y es para vehículos de 1601cc hasta 2000cc turbocargados stock y de 2001cc hasta 2500cc atmosféricos stock.
Grupo 2. Integra las categorías N3 y A7 y es para vehículos de 1401cc hasta 1600cc turbocargados y de 1601cc hasta 2000cc atmosféricos.
Grupo 3. Integra las categorías A6 y N2 y es para vehículos de hasta 1400cc turbocargados y de hasta 1600cc atmosféricos.
- Se integró la categoría "Históricos" a las ya existentes "Abierta" y "Novatos".

## Calendario
| N.º     | Fecha                 | Prueba                  | Otros               | Más        |
| ------- | --------------------- | ----------------------- | ------------------- | ---------- |
| 1       | 5 - 6 de abril        | Rally Montañas          | Regional PAC, NACAM | Resultados |
| 2       | 24 - 25 de mayo       | Rally Cañadas           | Regional PAC        | Resultados |
| 3       | 5 - 6 de julio        | Rally de las 24 Horas   |                     | Resultados |
| 4       | 2 - 3 de agosto       | Rally de la Media Noche |                     | Resultados |
| 5       | 30 - 31 de agosto     | Rally Sierra Juárez     |                     | Resultados |
| 6       | 27 - 28 de septiembre | Rally Patrio            |                     | Resultados |
| 7       | 12 - 13 de diciembre  | Rally Acapulco          | Regularidad         | Resultados |
| Fuentes |                       |                         |                     |            |

## Desarrollo
La primera prueba del campeonato, el Rally Montañas, fue puntable para el Campeonato Mexicano de Rally, para el Rally NACAM y para el Campeonato Regional PAC. Durante el desarrollo se presentó un duelo considerado extraordinario entre dos pilotos mexicanos, Ricardo Triviño y Carlos Izquierdo, quienes fueron los líderes absolutos de la prueba. A la postre, Triviño obtuvo el primer lugar absoluto y el de NACAM, mientras que Izquierdo obtuvo el segundo en ambas clasificaciones. En el campeonato mexicano, Emilio Velázquez obtuvo el primer lugar en el campeonato nacional de velocidad y en el regional PAC.
La segunda prueba de la temporada, el Rally Cañadas, se desarrolló en las cercanías de la ciudad de Puebla. El primer lugar absoluto y el del campeonato de velocidad lo obtuvo Francisco Name Guzzi, mientras que Emilio Velásquez ocupó la segunda posición en ambas clasificaciones y el primer lugar del campeonato regional. Con esos resultados, Velázquez continuó ocupando el primer lugar general de ambos campeonatos nacionales después de dos fechas.
La tercera prueba de la temporada, el Rally de las 24 Horas, tuvo como protagonista al bicampeón nacional Erwin Richter, quien dominó la mayor parte de la prueba hasta tener una ventaja de tres minutos sobre Emilio Velázquez, aunque tuvo que abandonar la prueba por problemas con la bomba de gasolina de su automóvil. Este abandono le permitió a Velázquez obtener el triunfo y mantener el liderato del campeonato nacional. El segundo lugar fue para Ricardo Cordero y el tercero para Javier Martínez Gallardo, cuyo resultado fue considerado como extraordinario, al haberlo alcanzado con un automóvil de menor cilindraje que el de los dos primeros.
La cuarta prueba del campeonato, el Rally de la Media Noche, comenzó siendo dominada por Ricardo Cordero Jr, del equipo MH Racing, quien ganó los tres primeros tramos cronometrados; sin embargo, a partir del cuarto tuvo que alternar los triunfos por tramos con Emilio Velázquez y con Francisco Name, quien ganó el décimo. Emilio Velázquez ganó la mitad de los tramos aunque no pudo tomar el liderato del rally, que Cordero mantuvo a lo largo de toda la prueba. Name obtuvo el tercer lugar de la carrera.
La quinta prueba del campeonato, el Rally Sierra Juárez, presentó dificultades para los participantes por las constantes lluvias que tuvieron lugar durante su desarrollo. Emilio Velázquez ganó el rally aunque estuvo dos veces en riesgo de abandonarla después de sufrir dos trompos o giros en los tramos seis y ocho. Con el resultado, logró mantenerse en el liderato del campeonato hasta la quinta fecha. El segundo lugar fue para Ricardo Cordero y, el tercero, para Roberto Morante.

## Resultados

### Campeonato de pilotos
| Pos.    | Piloto              | Club  | MON | CAÑ | 24H | MED | JUA | PAT | ACA | Puntos |
| ------- | ------------------- | ----- | --- | --- | --- | --- | --- | --- | --- | ------ |
| 1       | Emilio Velázquez    | OAC   | 28  | 20  | 25  | 27  | 21  | 16  | 19  | 156    |
| 2       | Ricardo Cordero     | CAMAC | 20  | 16  | 21  | 21  | 26  | 28  | 19  | 151    |
| 3       | Francisco Name      | RAC   |     | 28  | 10  | 11  | 17  | 20  | 27  | 117    |
| 4       | Mario Fernández     | OAC   |     | 10  | 15  | 15  | 4   | 10  | 14  | 68     |
| 5       | Gastón Fernández    | RAC   |     | 1   | 10  | 8   | 12  | 4   | 0   | 35     |
| 6       | Christian Skertchly | RAC   |     | 0   | 1   | 4   | 8   | 8   | 10  | 31     |
| 7       | Francisco Monroy    | CAF   | 8   | 0   | 4   |     | 0   | 2   | 6   | 20     |
| Fuentes |                     |       |     |     |     |     |     |     |     |        |

| Color  | Resultado                               | Color                                   | Resultado                               |
| ------ | --------------------------------------- | --------------------------------------- | --------------------------------------- |
| Oro    | Ganador                                 | Azul                                    | Finalizó la prueba                      |
| Plata  | 2.º lugar                               | Violeta                                 | No terminó (Ret)                        |
| Bronce | 3.er lugar                              | Negro                                   | Descalificado (Des)                     |
| Verde  | Entre los 10 prim.                      | Sin color                               | No participó                            |
| Blanco | Puntuó en otra prueba o categoría (Otr) | Puntuó en otra prueba o categoría (Otr) | Puntuó en otra prueba o categoría (Otr) |

### Campeonato de Navegantes
| Pos.    | Navegante       | Club  | MON | CAÑ | 24H | MED | JUA | PAT | ACA | Puntos |
| ------- | --------------- | ----- | --- | --- | --- | --- | --- | --- | --- | ------ |
| 1       | Javier Marín    | RAC   | 28  | 20  | 25  | 21  | 27  | 16  | 19  | 156    |
| 2       | Marco Hernández | CAMAC |     | 16  | 20  | 27  | 21  | 28  | 19  | 131    |
| 3       | Armando Zapata  | RAC   |     | 28  | 12  | 17  | 13  | 20  | 27  | 117    |
| 4       | Ulises Pis      | PAC   |     | 10  | 15  | 15  | 10  |     | 14  | 64     |
| 5       | Jaime Zapata    | CAMAC | Ret | 2   | 10  | 12  | 10  | 6   | Ret | 40     |
| Fuentes |                 |       |     |     |     |     |     |     |     |        |